# Georg Schätzel

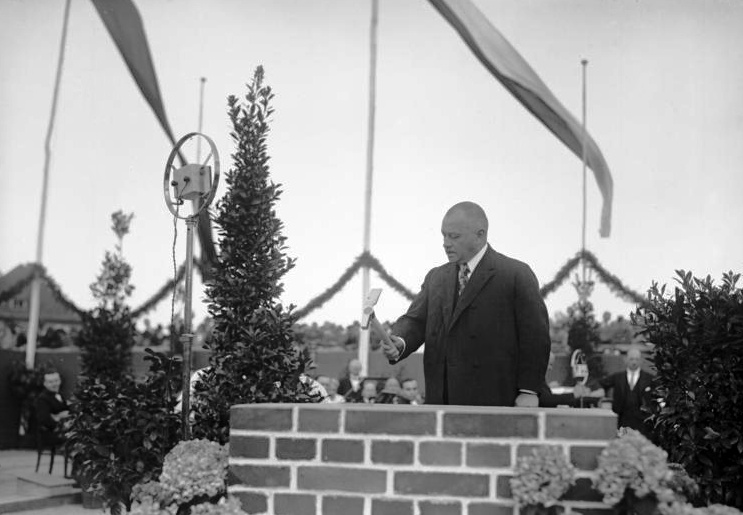
Georg Schätzel 1929 bei der Grundsteinlegung für das Haus des Rundfunks

Georg Schätzel (* 13. Mai 1875 in Höchstadt an der Aisch; † 27. November 1934 in München) war ein deutscher Jurist, Politiker (BVP) und langjähriger Reichspostminister in der Weimarer Republik.

## Leben und Beruf
Nach dem Abitur am Neuen Gymnasium in Bamberg studierte Schätzel von 1891 bis 1895 Rechtswissenschaften in München und wurde Mitglied der Freien schlagenden Verbindung Babenbergia (seit 1933 Burschenschaft Babenbergia München). Ab 1895 war er Referendar und absolvierte 1898 seine Assessorprüfung. Danach war er als Rechtsanwalt in München tätig. Am 20. Juli 1899 trat er in die bayerische Postverwaltung, in den höheren Postdienst, ein.
Um Motorfahrzeuge auch für den Überlanddienst der Post nutzbar zu machen, eignete sich Schätzel die technischen Vorkenntnisse in einschlägigen Vorlesungen an der Technischen Hochschule München an und veröffentlichte 1901 seine Schrift Motorposten, Technik und Leistungsfähigkeit der heutigen Selbstfahrsysteme und deren Verwendbarkeit für den öffentlichen Verkehr. Diese Arbeit fand große Beachtung, so dass Schätzel 1904 in das bayerische Staatsministerium für Verkehrsangelegenheiten berufen wurde, um Vorarbeiten zur Einrichtung von Motorpostlinien zu leisten. Bereits 1905 konnte die erste Motorpostlinie Bad Tölz – Lenggries eröffnet werden. Schätzel wurde daraufhin in rascher Folge zum Postrat im Bayerischen Staatsministerium für Verkehrsangelegenheiten (1906), 1910 zum Oberpostdirektor der Oberpostdirektion Landshut, 1919 zum Oberpostdirektor der Oberpostdirektion München und 1919 zum Ministerialrat im bayerischen Staatsministerium für Verkehrsangelegenheiten befördert. Ab 1920 arbeitete er im Reichspostministerium, Abteilung München. Vom 22. November 1922 bis zum 29. Januar 1927 war er Staatssekretär im Reichspostministerium und Leiter der Abteilung München und vom 29. Januar 1927 bis zum 1. Juni 1932 Reichspostminister.
Schätzel war verheiratet und hatte einen Sohn, Bernhard Paul Schätzel (1905–1955), der nach dem Studium der Philosophie und Chemie in München in den großen chemischen Fabriken von Saarau, Heinrichshall (Thüringen) und zuletzt Rüdersdorf bei Berlin in der Forschung und Entwicklung tätig war. 1949 erhielt er den Nationalpreis der DDR II. Klasse „für seine Leistungen bei der Herstellung von Phosphatdüngemitteln“.

## Partei
Schätzel war Mitglied der Bayerischen Volkspartei.

## Öffentliche Ämter
Schätzel war seit 1923 Staatssekretär der Reichspostverwaltung in München. Er amtierte von Januar 1927 bis Juni 1932 in den Kabinetten der Reichskanzler Wilhelm Marx, Hermann Müller und Heinrich Brüning als Reichspostminister. Von Februar bis April 1929 leitete er zudem kommissarisch das Reichsministerium für Verkehr.